# Muhammad Zakaria Goneim
Muhammad Zakaria Goneim (زكريا غنيم ; alt. orthographe : Mohammad Zakarya Ghanime, 1905–1959) est un archéologue et égyptologue égyptien, connu pour ses découvertes sur le site de Saqqarah, en particulier pour avoir découvert la pyramide de Sekhemkhet.

## Biographie
Avant la Seconde Guerre mondiale, Goneim travaillait à Saqqarah au temple d'Ounas. Durant la guerre il reste à Louxor puis retourne à Saqarrah travailler sur la pyramide à degrés de Sekhemkhet en association avec Jean-Philippe Lauer qui lui, travaillait sur la pyramide à degrés de Djéser.
Il pensait avoir trouvé une sépulture intacte, car les sceaux du sarcophage en albâtre étaient intacts, et des couronnes funéraires gisaient sur le sarcophage. Les médias l’ont beaucoup écouté et il a invité de hauts fonctionnaires de l’État, des journalistes et des équipes de tournage à l’ouverture. Mais en ouvrant le sarcophage, il s’est avéré être vide. Un journal a rapporté : Ils creusent pendant trois ans et ne trouvent rien. Il y a eu une déception populaire conséquente, bien que la découverte avait une grande importance égyptologique. Le président égyptien Nasser a visité le site du plateau de Saqqarah, et a félicité Goneim pour son travail.
Après cela, il a fait une tournée de conférences aux États-Unis. Il a également écrit un livre, La pyramide enterrée, avec l’aide de Léonard Cottrell, afin de faire connaître son travail. Le livre a été un succès, et a été traduit en plusieurs langues.
Mais il était déjà en difficulté en Égypte, où le harcèlement officiel avait commencé. Il a finalement été faussement accusé de contrebande hors du pays du grand navire de valeur que Quibell et Lauer avaient trouvé vingt ans plus tôt dans le complexe funéraire de Djéser. Il n’y avait aucune preuve tangible, seulement des accusations et des calomnies. Mais cela a dévasté Goneim, qui était lui-même égyptien. Il a été interrogé à plusieurs reprises par la police.
Son ami Jean-Philippe Lauer a tenté de l’aider en cherchant l’objet manquant. En 1959, il trouve le navire manquant dans un coin du dépôt du Musée du Caire Mais il était trop tard. Le harcèlement perpétuel était trop important, et Zakaria Goneim a été assassiné, noyé dans le Nil le 12 janvier 1959.
Zakaria Goneim est cousin de l’héritière égyptienne Nofert Sourial Sa’id. Le père de Zakaria Goneim, patriarche de la famille, est devenu musulman à la fin du XIXe siècle. Ils étaient d’origine copte.

## Publications
- The buried pyramid, Longmans, Green, London, New York, 1956
- The lost pyramid, Rinehart, New York, 1956
- Excavations at Saqqara: Horus Sekhem-khet, the unfinished step pyramid at Saqqara, Impr. de l’Institut français d'archéologie orientale, Le Caire, 1957